# Chariodema costatipennis
Chariodema costatipennis är en skalbaggsart som beskrevs av Blanchard 1850. Chariodema costatipennis ingår i släktet Chariodema och familjen Melolonthidae. Inga underarter finns listade i Catalogue of Life.